# أرغيلاغير
بلدية أرغيلاغير (بالإسبانية: Argelaguer) هي بلدية تقع في مقاطعة جرندة التابعة لمنطقة كتالونيا شمال شرق إسبانيا.

## الديموغرافيا
بلغ عدد سكان بلدية أرغيلاغير 424 نسمة عام 2011 (وفقاً للمعهد الوطني الإسباني للإحصاء).
| 361 | 368 | 404 | 408 | 423 | 445 | 424 |